# Never Going Back to OK
Never Going Back to OK é o terceiro álbum de estúdio da banda The Afters, lançado a 26 de Fevereiro de 2008.
O primeiro single a sair foi "Never Going Back to OK". Os singles seguintes foram "Keeping Me Alive" e "We Are the Sound", sendo que "We Are the Sound" foi usado na promoção do programa de televisão American Idol.
O disco estreou no nº 41 da Billboard 200, tendo vendido cerca de 16 mil unidades na primeira semana.

## Faixas
1. "The Secret Parade" - 1:40
2. "Never Going Back to OK" - 2:37
3. "Keeping Me Alive" - 3:55
4. "Tonight" - 3:26
5. "Ocean Wide" - 4:24
6. "MySpace Girl" - 3:04
7. "We Are the Sound" - 3:03
8. "Falling Into Place" - 3:28
9. "Beautiful Words" - 3:24
10. "Forty-Two" - 4:00
11. "Summer Again" - 4:42
12. "One Moment Away" - 4:14

## Créditos
- Joshua Havens - Vocal, guitarra
- Matt Fuqua - Vocal, guitarra
- Brad Wigg - Baixo, vocal
- Marc Dodd - Bateria